# 주세페 가리발디
주세페 마리아 가리발디(이탈리아어: Giuseppe Maria Garibaldi, 문화어: 쥬제뻬 가리발디, 1807년 7월 4일 ~ 1882년 6월 2일)는 이탈리아의 장군이자 애국자이다. 공화주의자로 이탈리아의 통일과 이탈리아 왕국의 성립에 공헌하였다. 그는 근대의 가장 훌륭한 장군 중의 한 명이자 카보우르 백작인 카밀로 벤소, 이탈리아 국왕인 비토리오 에마누엘레 2세, 그리고 주세페 마치니와 같이 이탈리아의 "조국의 아버지" 들 중의 한 명으로 여겨진다. 가리발디는 "두 세계의 영웅"으로도 알려져 있는데, 이는 그의 군사적 업적이 남아메리카와 유럽에 걸쳐 있기 때문이다.
가리발디는 이탈리아의 민족주의자인 주세페 마치니의 지지자로, 청년 이탈리아당 운동으로 대표되는 공화제 민족주의를 받아들였다. 그는 한 평생을 민주주의 공화제 정부 하에서 이탈리아를 통일하는 데 헌신했다. 피에몬테 (Piedmont) 봉기에 참여한 후, 사형 선고를 받게되자 바다를 건너 남미로 탈출했다; 14년 동안 망명자로 지내면서 여러 차례의 전쟁에 참여하여 게릴라 전술을 익혔다. 1835년 브라질에서 그는 라가머핀(Ragamuffins)이라고 알려진 반군에 합류하여 히우그란지 공화국(Riograndense Republic)이 산타 카타리나(Santa Catarina)에서 독립하여 공화국을 선포하는 것을 도왔다. 가리발디는 우루과이 내전에도 참여하여, 붉은 셔츠단 이라고 알려진 이탈리아군을 모집하기도 했다. 이로 인해 오늘날 우루과이 독립에 중요한 기여를 한 인물로 기려지고 있다.
1848년 이탈리아로 돌아온 후 수많은 전투에 참가하여 지휘를 했으며 이는 결국 이탈리아 통일로 이어졌다. 밀라노 임시 정부는 가리발디를 장군으로 발탁했고, 1849년 전쟁부 장관은 그를 로마 공화국 육군 원수로 승진시켰다. 1859년 4월 제2차 이탈리아 독립 전쟁이 발발하자, 그는 알프스의 사냥꾼들(Hunters of the Alps)을 이끌고 바레세와 코모를 점령한 후 사우스 티롤의 국경에 이르렀다; 전쟁은 롬바르디아를 접수하는 것으로 끝났다. 이듬해 그는 비토리오 에마누엘레 2세의 동의와 협조 속에 수천명의 원정대를 이끌었다. 이 원정대는 성공을 거두어, 시칠리아, 남부 이탈리아, 아르케 및 움브리아를 사르데냐 왕국에 합병할 수 있었는데, 이는 1861년 3월 17일 이탈리아의 통일 왕국이 건설되기도 전이었다. 그의 마지막 전투는 프로이센-프랑스 전쟁에서 보주 (Vosges) 군대의 사령관으로 복무한 것이었다.
가리발디는 이탈리아와 해외에서 매우 유명해졌으며, 국제 언론 보도가 크게 활성화되던 시대 분위기까지 더해져, 국가 독립과 공화제의 이상을 실현하는 국제적 상징과도 같은 존재가 되었다. 그는 수많은 위대한 지식인들과 정치 지도자들로부터 존경과 찬사 세례를 받았으며, 이에는 에이브러햄 링컨, 윌리엄 브라운, 프란체스코 데 산티스, 빅토르 위고, 알렉상드르 뒤마, 조르주 상드, 찰스 디킨스, 프리드리히 엥겔스, 그리고 체 게바라 등이 있다. 역사가 A.J.P. 테일러는 그를 "현대사에서 유일하게 온전하게 존경할만한 인물"이라고 평했다. 그의 일화중에 유명한 것으로는 그의 자원 봉사자들-가리발디니-들이 유니폼 대신에 입었던 빨간 셔츠와 관련된 것이 있다.

## 어린 시절

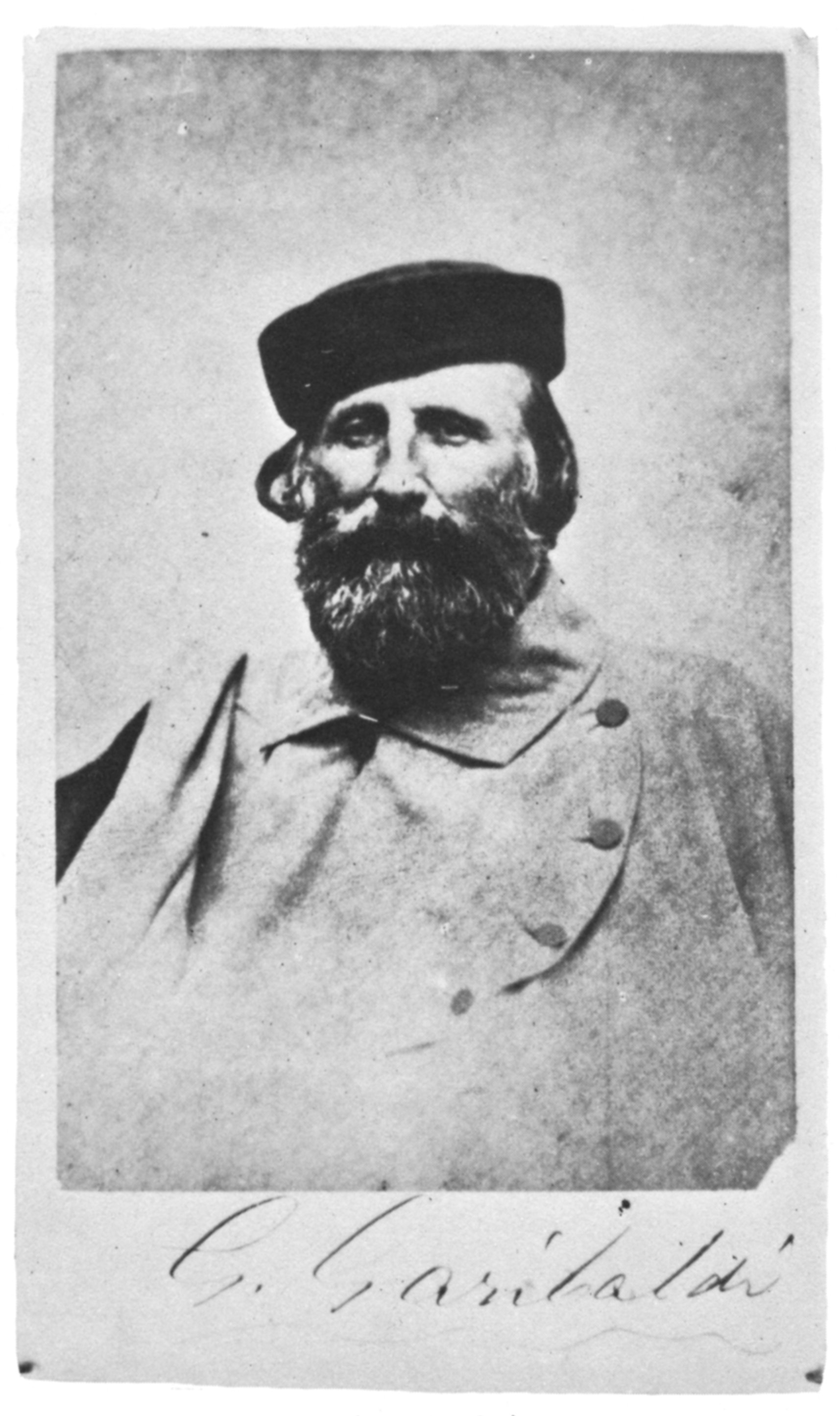
펠릭스 나다르가 찍은 가리발디의 사진 (1870년)

가리발디는 1792년 프랑스의 통치에 아래 차지된 니차(현재 프랑스 니스)에서 태어났다. 가리발디의 가족은 연안 무역에 관련되었고, 그는 바다에 일생으로 길들였다. 그는 1832년 전체 상선의 선장으로서 증명되었다.
가리발디의 인생서 매우 영향적인 날은 1833년 4월 러시아 타간로그에 방문 중에 왔으며, 그는 거기서 스쿠너 클로린다와 오린지의 수송과 함께 10일간 계류하였다. 항구의 여관에서 그는 이탈리아에서 온 정치적 이민자이자 비밀적 운동 "젊은 이탈리아"(La Giovine Italia)의 일원인 오넬리아 출신 조반니 바티스타 쿠네오를 만났다. 가리발디는 그 사회에 가입하여 오스트리아의 지배로부터 자신의 조국의 해방을 위한 분투로 자신의 일생을 봉납하는 선서를 하였다.
그해 11월 주네브에서 가리발디는 정치·사회적 개혁들을 통하여 자유주의 공화국으로서 이탈리아 통일의 정열적인 지지자 주세페 마치니를 만났다. 그는 젊은 이탈리아 운동과 카르보나리 혁명 협회에 가입하였다. 1834년 2월 그는 피에몬테에서 실패한 마치니의 폭동에 참가하여 제노바 법원에 의하여 사형 선고를 받고 마르세유로 달아났다.
망명자는 처음에 튀니지로 항해하고, 결국적으로 브라질로 자신의 길을 찾아 자신의 연인, 전우이자 부인이 된 포르투갈과 인디오의 혼혈인 안나 마리아 ("아니타") 히베이루 다 시우바를 만났다. 다른 이탈리아의 망명자와 공화주의자들과 함께 그는 히우그란지두술의 분리주의자와 아르헨티나의 독재자 후안 마누엘 데 로사스에 반대한 우루과이인들을 대표하여 싸웠다.
몬테비데오의 이탈리아인들을 부탁한 가리발디는 검은 국기의 중앙에서 화산이 자신들의 조국에서 지배적인 권력을 상징하는 동안 애도에 이탈리아를 대표한 1843년 이탈리아 군단을 형성하였다. 그 일은 처음에 "붉은 셔츠"를 성원한 우루과이에서 그것들을 아르헨티나의 수라장들로 수출하는 데 예정한 몬테비데오에서 취득하였다. 그 일은 가리발디와 그를 따르는 자들의 상징이 되었다. 지원군들의 자신의 권력의 형성, 게릴라 교전 상태의 기술의 자신의 지배, 브라질과 아르헨티나의 제국주의에 자신의 반대와 1846년 세로와 산탄토니오 전투들에서 그의 승리들은 우리과이의 자유를 확실이 한 것 뿐만 아니라 그와 그의 따르는 자들을 이탈리아와 유럽에서 영웅들로 만들었다.
1846년 교황 피우스 9세로서 조반니 마스타이-페레티의 선출은 많은이들을 자신이 이탈리아의 통일을 위하여 지도력을 마련하려고 한 빈첸초 조베르티에 의하여 철학을 받은 교황이었다고 믿는 데 이끌었다. 자신의 망명으로부터 마치니는 피우스 9세의 첫 개혁들을 칭찬하였다. 1847년 가리발디는 반도의 해방을 위한 자신의 이탈리아 군단의 복무 히우지자네이루 베디니에서 사도적 교황 사절을 제공하였다. 1848년 1월 팔레르모에서 혁명의 발발과 이탈리아에 다른 곳에서 혁명적 선동의 소식은 조국에서 자신의 군단의 어떤 60명의 일원들을 지도하는 데 가리발디에게 용기를 주었다.

## 남아메리카 모험들

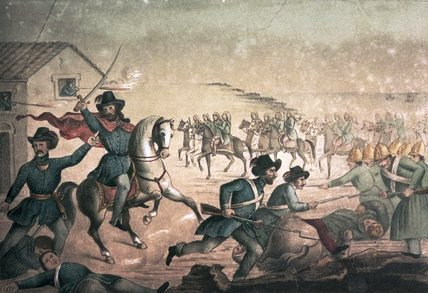
우루과이에서 일어난 산안토니오 전투에서 (1846년)

튀니지에 이어 가리발디는 브라질을 위하여 떠나 히우그란지두술 공화국의 독립의 원인을 과제로 삼아 새롭게 독립한 브라질 국가에 대항하는 "파로포스"라고 알려진 가우초 반란군에 가입하였다. 이 전쟁이 일어나는 동안 그는 파로포스 육군이 또다른 산타카타리나 공화국을 선포하려고 시도할 때 아니타 히베이루를 만났다. 1839년 10월 아니타는 가리발디의 배 "히우 파르두"에 그에게 가입하려 자신의 남편 마누엘 두아르티 아귀아르를 떠났다. 1달 후에 그녀는 임비추바와 라구나 전투들에서 자신의 연인 편에 들어 싸웠다.
1841년 부부는 가리발디가 교역인과 교사로 일을 한 몬테비데오로 이주하여 이듬해 거기서 결혼하였다. 그들은 4명의 자식들 - 메노티 (1840년), 로지타 (1843년), 테레지타 (1845년)과 리치오티 가리발디를 두었다. 아니타는 1849년 자신이 사망할 때 5번째 자식을 품고 있었다. 실력있는 여성 승마자인 그녀는 주세페에게 남부 브라질과 우루과이의 가우초 문화에 관하여 가르쳤다고 말하였다.
1842년 가리발디는 우루과이의 함대를 지휘하여 아르헨티나의 독재자 후안 마누엘 데 로사스와 그 나라의 전쟁을 위하여 "이탈리아 군단"을 기립하였다. 1842년과 1848년 사이에 가리발디는 전 우루과이의 독재자 마누엘 오리베에 의하여 지도된 아르헨티나군들에 대항하여 우루과이를 지켰다.
1846년 교황 피우스 9세의 선출은 조국과 망명 둘다에서 이탈리아의 애국자들 사이에 감각을 일으켰다.

## 귀국과 2번째 망명

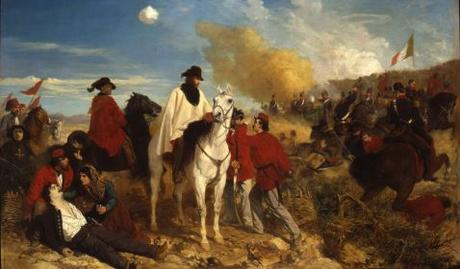
로마의 포위 공격이 있는 동안의 가리발디

가리발디는 1848년 혁명의 혼란들 중에 이탈리아로 귀국하여 사르데냐의 카를로 알베르토에게 자신의 복무들을 제공하였다. 왕정은 어떤 자유주의 경향들을 표명하였으나 가리발디를 냉정과 불신임으로 대우하였다. 피에몬테군에 의하여 저지된 그와 그를 따르는 자들은 자신들이 밀라노의 임시 정부에게 보조를 제공한 롬바르디아로 건너 들어갔다.
그 동안 로마 공화국은 교황령에서 선포해왔으나 루이 나폴레옹에 의하여 보내진 프랑스군은 그것을 넘어뜨리는 데 위협하였다. 마치니의 자극에서 가리발디는 로마 방어를 지휘하였다. 부인 아니타는 그와 함께 싸웠다. 자신들의 노력에 불구하고 1849년 6월 30일 도시는 함락되었고, 가리발디는 오스트리아군, 프랑스군, 스페인군과 나폴리군들에 의하여 고뇌에 시달린 북부 이탈리아로 달아나는 데 강요되었다. 후퇴 도중에 아니타는 라벤나 근처에서 사망하였다.

### 아메리카 대륙
가리발디는 결국적으로 해외로 망명할 수 있었다. 1850년 그는 뉴욕의 거류민이 되었으며 거기서 안토니오 메우치를 만났다. 어쩌다 그는 스태튼아일랜드에서 양초 제조자로 일하였다. 그 후에 그는 태평양으로 몇몇의 항해들을 이루었으며, 페루에서 안데스 공동체의 혁명적 영웅 마누엘라 사엔스를 만났다.

### 타인사이드
1854년 3월 21일 가리발디는 범선 코먼웰스의 임자로서 잉글랜드 북동부에 있는 타인강의 입구로 들어가는 항해를 하였다. 배는 볼티모어에서 출항하여 사우스실즈에서 부두에 대고, 그 뱃짐을 내릴 때 성조기가 펄럭이고 있었다. 타이론사이드에 이미 인기있는 인물인 가리발디는 뉴캐슬 커런트가 그는 뉴캐슬 근처에서 고위 인사들과 만찬을 거부하였다고 보고하였어도 지방의 근로자 계급에 의하여 열광적으로 환영을 받았다. 지역에서 그의 체제의 추억으로서 공공적 기부들을 통하여 보수로서 증정된 단검은 가리발디에게 수여되었다. 그의 손자는 자신이 보어 전쟁에서 영국 육군을 위하여 싸우는 데 자신이 지원할 때 거의 절반의 세기 후에 남아프리카로 단검을 싣고 갔다. 총수로 가리발디는 타인사이드에 한달 이상을 머물었으며 4월 말에 떠났다.

### 오스트리아-피에몬테 전쟁
1854년 가리발디는 이탈리아로 귀국하였다. 1859년 오스트리아-피에몬테 전쟁이 사르데냐 정부에서 내부의 음모들의 한가운데 일어났다. 가리발디는 소장으로 임명되었고, "알프스의 사냥꾼들"로 알려진 지원병 부대를 형성하였다. 자신의 지원병들과 함께 그는 바레세, 코모와 다른 장소들에서 오스트리아군에 승리를 거두었다. 전쟁의 한 성과는 가리발디를 매우 화나게 놓았다. 그의 고향 도시 니스는 중대한 군사 보조를 위한 반환에서 프랑스에게 항복되었다.

## 1860년 운동

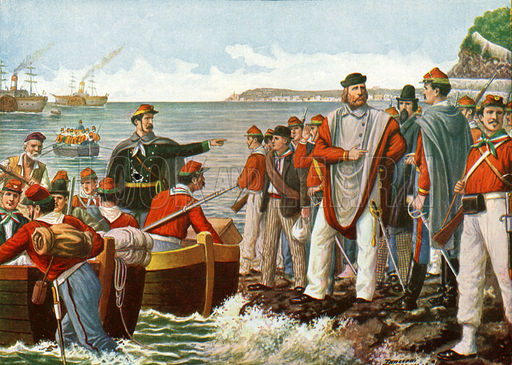
천인행을 위하여 제노바 항구를 떠나는 가리발디

1860년 4월의 시작에서 2개의 시칠리아의 전제주의 왕국에서 메시나와 팔레르모에서 일어난 반란들은 기회와 함께 가리발디에게 마련하였다. 그는 대략 천명의 지원군들을 2척의 배에 모이게 하여 5월 11일 시칠리아의 최서단 끝에 있는 마르살라에 상륙하였다.

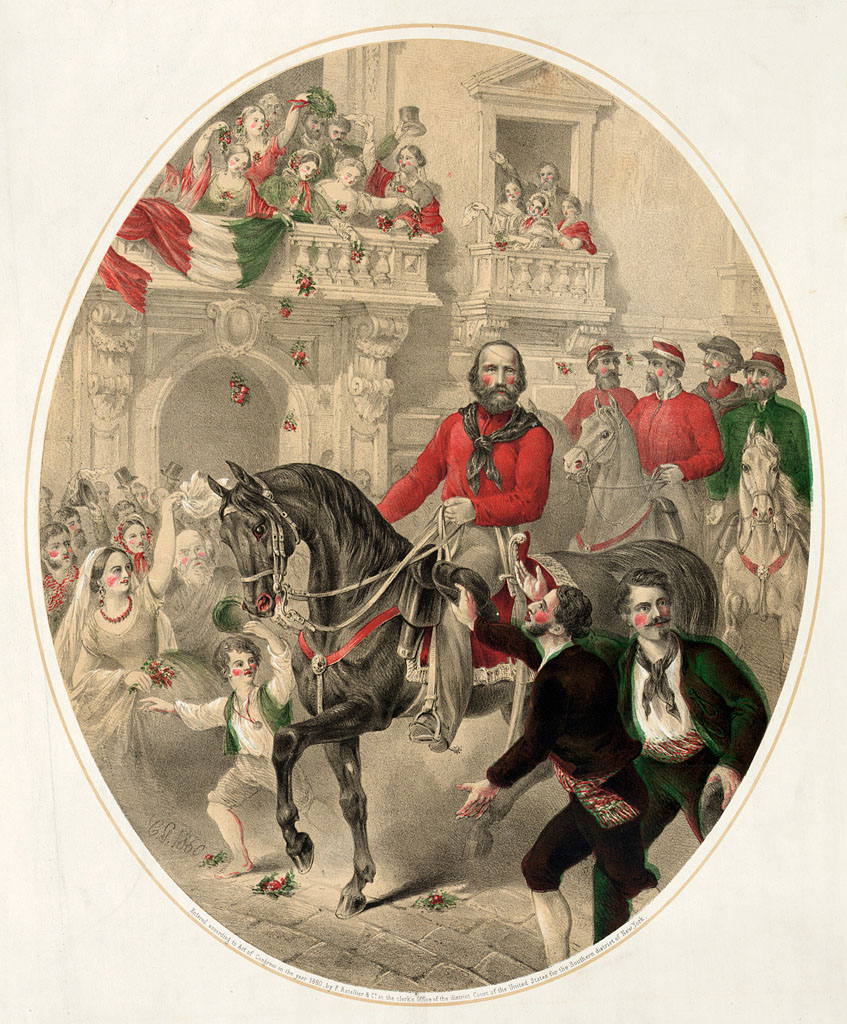
나폴리 입성 (1860년 9월 7일)

지방 반란군들의 흩어진 일단들과 자신의 육군의 계급들을 늘인 가리발디는 5월 13일 칼라타피미에서 3000명의 강한 부르봉 프랑스 주둔군을 꺾었다. 다음 날 그는 비토리오 에마누엘레 2세의 이름에 자신을 시칠리아의 독재자로 선언하였다. 그러고나서 그는 섬의 수도 팔레르모로 전진하여 5월 27일 포위 공격을 발포하였다. 그는 주둔군에 대항하는 데 일어난 거주자들의 많은 성원을 가졌으나 도시가 차지되기 전에 증원대들이 도착하여 고시를 거의 폐허들로 폭격하였다. 이때 영국의 해군 제독이 개입하여 휴전을 용이하게 하여 나폴리의 왕립군과 군함들이 도시를 항복하고 떠났다.
가리발디는 신호의 승리를 거두었다. 그는 세계적인 명성과 이탈리아인들의 추종을 얻었다. 의심, 혼동과 당황이 나폴리의 법원마저 포위한 그의 용맹의 믿음은 가장 강하였다. 6주 후에 그는 섬의 동부에 있는 메시나를 대항하여 행렬하였다. 7월의 말기로 요새 만이 존재하였다.
시칠리아 정복을 끝마친 그는 나폴리군의 뱃머리 아래 메시나 해협을 건너 북부를 향하여 행렬하였다. 가리발디의 진행은 저항보다 더 많은 축제와 함께 만나졌으며 9월 7일 그는 나폴리의 수도 도시에 입성하였다. 하지만 그는 부르봉 왕 프랑수아 2세를 전혀 꺾지 않았다. 시칠리아 육군의 대부분은 충성에 남아있었고, 볼투르노강의 북쪽에 모였다. 당시 가리발디의 지원군들이 어떤 2만 5천명이었어도 그들은 시칠리아인들을 반대할 수 없었다. 지원군들은 10월 1일에 어떤 성공을 가졌으나 프랑수아 2세는 비토리오 에마누엘레 2세의 명령 아래 시칠리아 육군의 도착한지 다음날 만에 퇴직하였다.

## 직후의 시기

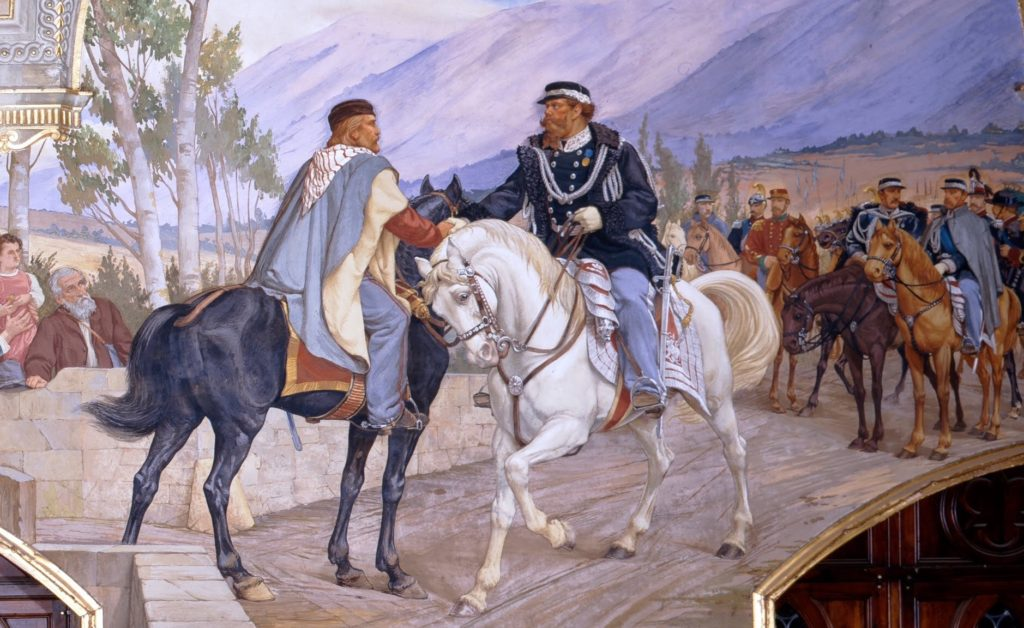
테아노의 다리에서 가리발디와 비토리오 에마누엘레 2세의 만남 (1860년 10월 26일)

가리발디는 깊게 사르데냐의 수상 카밀로 디 카보우르를 싫어하였다. 그 범위에 그는 단순하게 카보우르의 실용주의와 현실정치를 신임하지 않았으나 그는 또한 이전의 해에 자신의 고향 도시 니스를 프랑스군에게 팔아 치운 것으로 개인적 원한을 품기도 하였다. 다른 손에 그는 이탈리아의 해방을 위하여 자신의 의견이 프로비던스에 의하여 선택되어 온 사르데냐 왕정을 향하여 흥미를 끌어들인 것으로 느꼈다. 1860년 10월 26일 테아노에서 그의 유명한 비토리오 에마누엘레 2세와 만남에서 가리발디는 그를 이탈리아의 국왕으로서 인사하여 악수를 하였다. 그는 다음날 사임하였다. 가리발디는 11월 7일 국왕의 편에 나폴리로 말을 타고 들어가 그러고나서 카프레라의 바위 섬으로 퇴직하여 자신의 복무들로 아무 상을 받는 데 거부하였다.

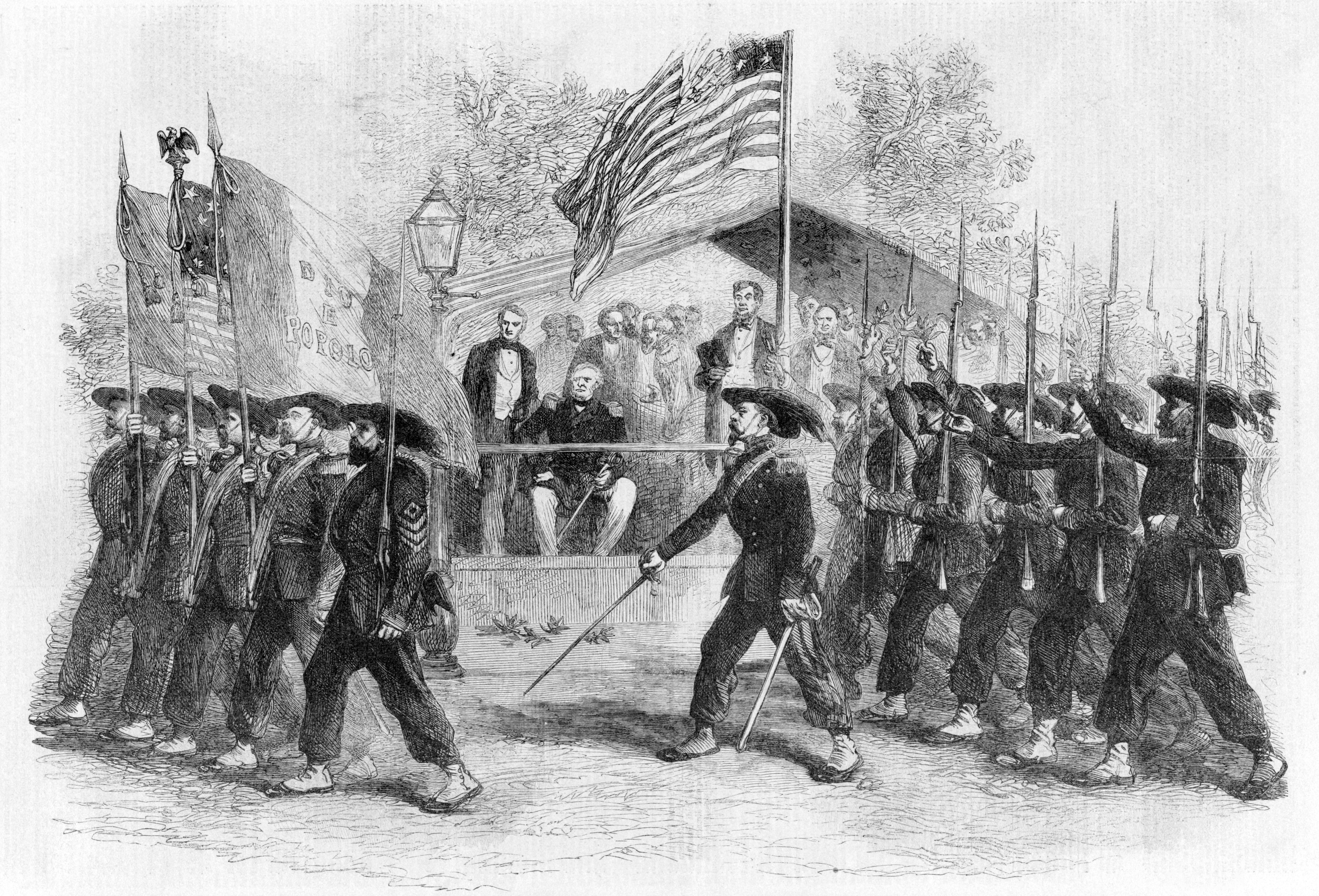
미국 남북 전쟁 중 링컨 대통령이 보는 가운데 행렬하는 가리발디 위병대 (이탈리아에서 가리발디 아래 복무한 이탈리아계 미국인으로 이루어진 뉴욕 지원군 39연대)

10월 5일 가리발디는 이탈리아의 해방을 끝내는 것 뿐만 아닌 그들의 조국들의 해방의 전망과 함께 프랑스, 폴란드, 스위스, 독일과 다른 국적들의 서로 다른 국가 사단들을 함께 데려온 국제 군단을 세웠다. "알프스에서 아드리아해로 자유"의 표어와 함께 통일 운동은 로마와 베네치아에 그 응시를 세웠다. 마치니는 군주 정부의 영구 보존과 불만을 품고, 지속적으로 공화국을 위하여 선동하였다. 국왕에 의한 무활동에 의하여 좌절하고, 지각된 푸대접들에 화를 낸 가리발디는 새로운 모험적 사업을 결성하였다. 이때 그는 교황령을 대결할 작정이었다.
미국 남북 전쟁의 발발에 가리발디는 자신의 복무들을 에이브러햄 링컨 대통령에게 지원하여 북군에서 소장으로 복무하는 데 초대되었다. 그러고나서 가리발디는 재숙고하여 그는 노예제가 확실히 폐지되고 자신이 육군의 전임적 사령관 직이 주어져야 하는 2개의 상태들에만 복무할 것이라고 말하였다. 이 상태들은 둘다 받아들이는 데 링컨에게 불가능하여 제공은 고요히 물러났다.

## 로마에 대항하는 원정

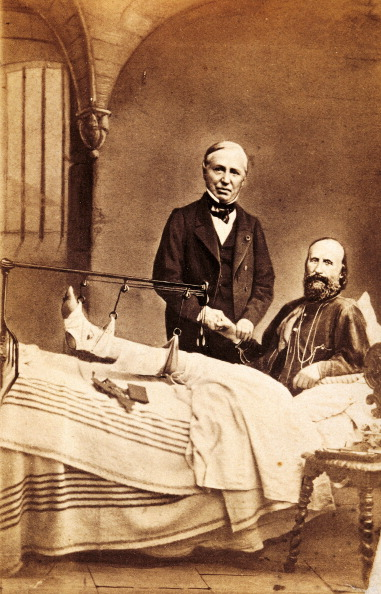
아스프로몬테 육괴에서 상처를 입은 후의 가리발디

교황의 일시적 지배에 대항하는 도전은 세계 주위에 로마 가톨릭 교도들에 의하여 거대한 불신임과 함께 보였고, 프랑스의 황제 나폴레옹 3세는 로마에서 프랑스 주둔군의 베치에 의하여 이탈리아로터 로마의 독립을 보증하였다. 비토리오 에마누엘레는 교황령 공격의 국제적 양향들에 신중하였고, 이런 의지들과 혁명적 모험들에서 참가로부터 자신의 주제들에 용기를 잃게 하였다. 그럼에 불구하고 가리발디는 자신이 그의 정부로부터 비밀적 성원을 가진 것을 믿었다.
1862년 6월 그는 제노바를 떠나 팔레르모에 상륙하여 "로마 아니면 죽음" 슬로건 아래 금세 일어날 것 같은 운동들을 위하여 지원군들을 모으는 데 추구하였다. 열광적인 당은 빠르게 그에게 가입하였고, 메시나를 위하여 돌려 거기에서 본토로 건너가는 데 희망하였다. 그가 도착할 때 그는 어떤 2천명의 군대를 가졌으나 주둔군은 국왕의 지시들로 충성을 증명하여 그의 통과를 금지시켰다. 그들은 남쪽으로 돌려 가리발디가 자신이 승리자 혹은 그 벽들의 밑에 전사자로서 로마에 입성할 것이라고 선언한 카타니아로부터 항해를 세웠다. 그는 8월 14일 멜리토에 상륙하여 한번 칼라브리아의 산들로 들어가는 행렬을 하였다.
이 노력의 후원으로부터 멀리 이탈리아 정부는 아주 불찬성하고 있었다. 엔리코 찰디니 장군은 지원군의 일단들에 대항하는 에밀리오 팔리비치노 대령 아래 정규군의 사단을 급파하였다. 8월 28일 2개의 군대는 울퉁불퉁한 아스프로몬테산에서 만났다. 정규군들 중의 한명이 기회의 탄환을 발포하였고, 몇몇의 일제 사격이 따라져 지원군들의 몇명을 죽였다. 가리발디가 자신의 부하들에게 이탈리아 왕국의 같은 주제들에 발호를 금지시키면서 전투는 끝났다. 발에 탄환에 의하여 상처를 입은 가리발디를 포함하여 많은 지원군들이 포로로 잡혀갔다.
정부의 기선은 그를 바리가노로 데려갔으며, 거기서 그는 일종의 명예로운 투옥에 보유되었으며 자신의 상처를 고치기 위하여 지루하고 아픈 수술을 받는 데 강요되었다. 그의 모험은 실패하였으나 그는 적어도 유럽의 동정과 지속적인 이익에 위로를 받았다. 건강에 복귀된 후, 그는 석방되어 카프레라로 돌아갈 수 있었다.

## 오스트리아와 최종의 분투, 그리고 다른 모험들

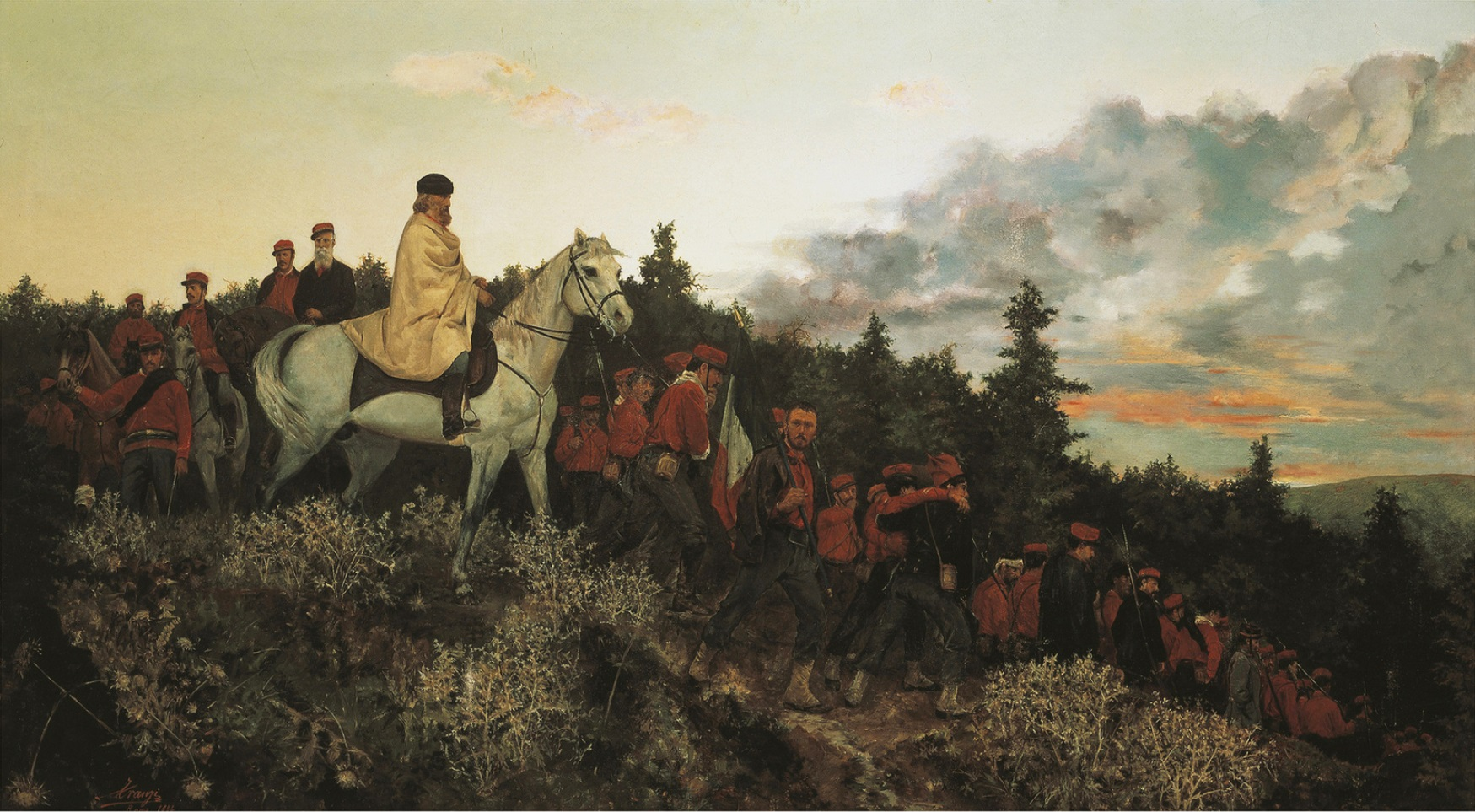
멘타나에서 (1867년 11월 3일)

가리발디는 1866년 다시 무기들을 차지하여 이번에는 이탈리아 정부의 전임적인 후원과 함께였다. 보오전쟁이 일어나 이탈리아는 오스트리아의 지배로부터 베네치아를 차지하는 희망에 오스트리아를 상대로 프로이센과 제휴하였다. 가리발디는 다시 자신의 "알프스의 사냥꾼들"을 모집하여 이제 4만명의 강한 군사들과 함께하여 그들을 트렌티노로 들어가는 데 지도하였다. 그는 베체카에서 오스트리아군을 물리치고, 트렌토를 공격하였다.
다른 손에 이탈리아의 정규군들은 바다에 리사에서 패하여 쿠스토차의 재앙이 일어난 후에 적은 진보를 이루었다. 휴전은 오스트리아가 베네치아를 이탈리아에게 양도한 것으로 맺어졌으나 이 결과는 북부 전선에 프로이센의 성공들의 큰 이유였다. 트렌티노를 통하여 가리발디의 전진은 이제 무의미하였고, 그는 트렌토로 자신의 전진을 멈추는 데 명령이 내려졌다. 그는 "Obbedisco"("난 순종한다!")라는 명언과 함께 베체카의 주요 광장으로부터 짧은 전보와 응답하였다.
전쟁이 끝난 후, 가리발디는 반도의 고대 수도인 로마의 포획을 위하여 선동한 정당을 지도하였다. 1867년 그는 다시 도시에 행렬을 하였으나 프랑스의 원군에 의하여 성원된 교황령 육군이 그의 나쁘게 무장괸 지원군들을 위하여 경쟁 상대를 마련하였다. 그는 전혀 포로로 잡히지 않고, 그러고나서 다시 카프레라로 돌아왔다.
1870년 7월 보불전쟁이 일어날 때 이탈리아의 공공적 의견은 거대하게 프로이센에 호의를 가지고, 많은 이탈리아인들은 피렌체에 있는 프로이센 대사관에서 지원군들로서 계약을 맺는 데 시도하였다. 로마로부터 프랑스의 주둔군이 소환된 후, 이탈리아 육군은 가리발디의 보조 없이 교황령을 포획하였다. 스당 전투에서 프랑스 제2제국의 전시 몰락에 이어 나폴레옹 3세의 부하들에 의하여 자신에게 보인 최근의 적대 행위에 의하여 두려워하지 않은 가리발디는 자신의 후원을 새롭게 선언된 프랑스 제3공화국으로 돌렸다.
이어서 가리발디는 프랑스로 가서 독일군에 의하여 전혀 꺾이지 않은 지원군 보주산맥의 육군의 사령관직을 취하였다.
자신의 임종에 가리발디는 자신의 침대를 에머랄드와 사파이어의 바다에서 자신이 뚫어지게 본 곳에 옮겨달라고 의문하였다. 단순한 장례식과 화장을 위한 그의 소원들은 존경받지 않았다.

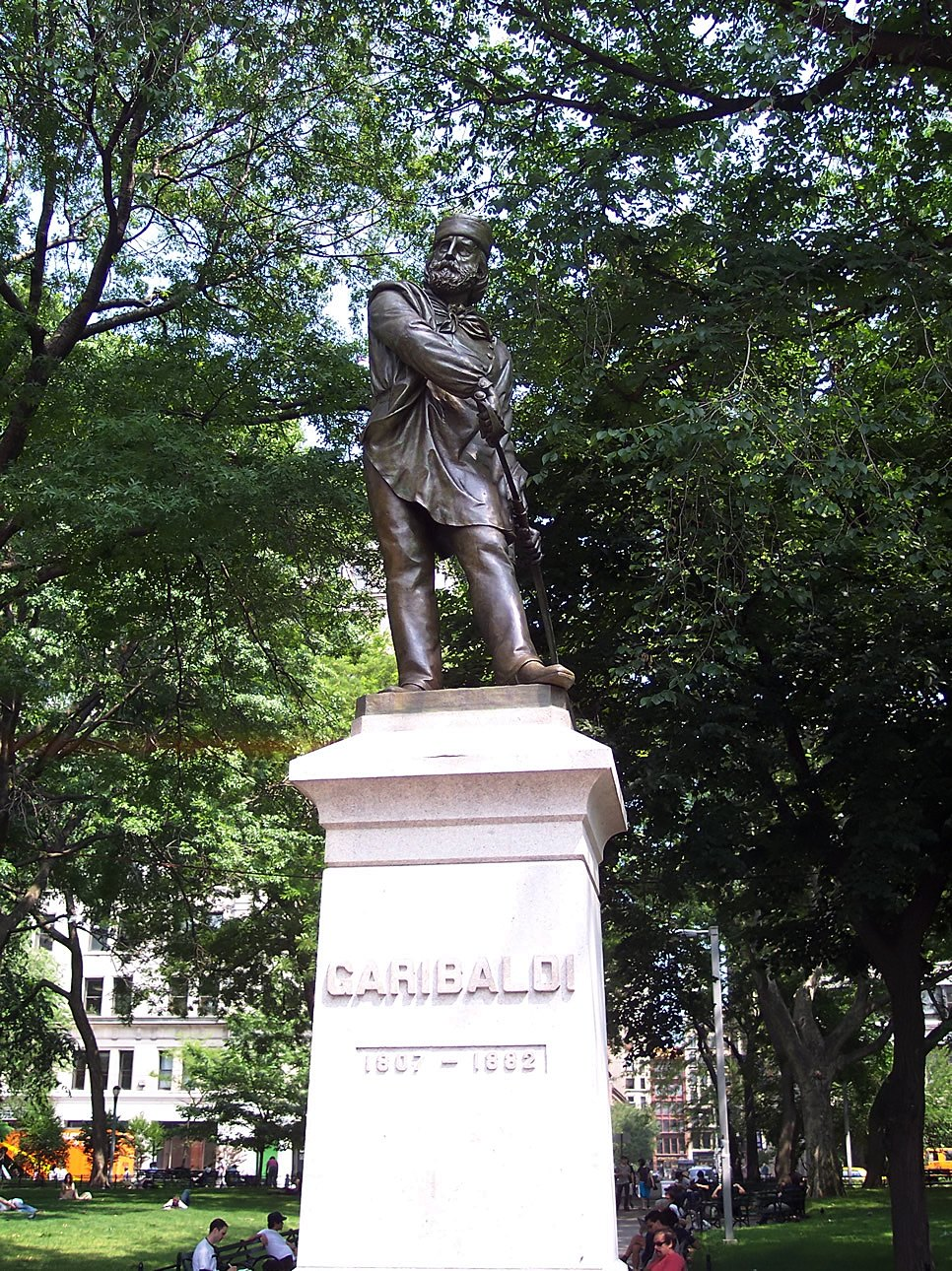
뉴욕 워싱턴 스퀘어 공원에 있는 가리발디의 동상

## 영예
가리발디의 인기, 서민들을 깨우는 그의 실력과 그의 군사적 공훈들은 전부 이탈리아의 통일을 가능하게 이루면서 신임을 얻었다. 그는 또한 19세기 중반의 혁명적 국가주의와 자유주의의 지구촌 견본으로 지내기도 하였다. 그러나 나폴리의 군주로부터 남부 이탈리아의 해방에 이어 가리발디는 통일의 목적을 위한 자신의 자유 공화주의 원칙들을 바치기로 선택하였다.
가리발디는 라틴족 자유주의자들 사이에 교권 반대의 공동으로 기부하였고, 교황의 일시적 권력을 제한하는 데 많은 일을 하였다. 그의 개인적 신념들은 무신론에 인접하였으며, 1882년 그는 "남자는 반신반인이 아닌 신을 창조하였다"를 저서하였다. 활동적인 프리메이슨인 가리발디는 종교적 의식들을 위한 약간의 사용을 가졌으나 국가들 안에서와 지구촌 공동체의 일원으로서 둘다 형제들로부터 진보적인 남자들을 합치는 망상 조직으로서 프리메이슨단의 주의를 생각하였다.
그해 6월 2일 가리발디는 카프레라 섬에서 사망하여 거기에 묻혔다. 이탈리아 해군의 5척이 그의 이름을 땄다.
테아노에서 악수는 물론 그의 유사점의 동상들은 많은 이탈리아의 광장들과 세계 주위의 나라들에 서있다. 로마에서 자니콜로 언덕의 정상에는 교황령을 정복하는 그의 야망으로 언급으로서 바티칸의 방향으로 그의 얼굴이 돌려진 말을 타고 있는 가리발디의 동상이 있다.

## 같이 보기
- 리소르지멘토
- 미회수된 이탈리아
- 주세페 마치니